# I Shot the Sheriff
I Shot The Sheriff (с англ. — «Я застрелил шерифа») — известная песня ямайского музыканта Боба Марли, написанная им в 1973 году. Занимает 443-ю позицию в списке 500 величайших песен всех времён по версии журнала Rolling Stone.

## Информация о песне
«I Shot The Sheriff» поётся от лица человека, убившего местного шерифа Джона Брауна. Его также обвиняют в убийстве заместителя шерифа, что убийца решительно отрицает. Также он утверждает, что подвергся нападению со стороны блюстителя закона, почему и вынужден был прибегнуть к помощи оружия. Песня вышла в альбоме Burnin’ и стала одной из самых узнаваемых в репертуаре Боба Марли. Сам музыкант о процессе написания композиции говорил так: «Я хотел сказать „Я застрелил полицейского“, но правительство создало бы из этого суету, поэтому я сказал „Я застрелил шерифа“, но это та же самая идея: справедливости».

## Кавер-версии и упоминания
- Блюзовый кавер Эрика Клэптона, вошедший в альбом 1974 года 461 Ocean Boulevard, занял 1-е место в Billboard Hot 100.
- В 1998 году кавер-версию записал Скримин Джей Хокинс, известный своим рычащим вокалом. Кавер вышел в последнем прижизненном альбоме Хокинса At Last.
- Немецкая группа Mad Sin записала кавер в стиле панк-рока, он вышел в альбоме 2003 года Teachin The Goodie.
- Шериф Джон Браун упоминается в песне «Bad Boys» ямайской регги-группы Inner Circle. Песня вошла в альбом 1987 года One Way, часто она ошибочно приписывается самому Бобу Марли, который умер пятью годами ранее.
- Строчка «I shot the deputy, now you know» (я застрелил заместителя, теперь вы знаете) есть в песне сына Боба Зигги Марли «Be Free», вышедшей в альбоме 2006 года Love Is My Religion.
- Также музыку этого произведения использовала украинская группа «Бумбокс» для своей песни «Бобік», появившейся в их альбоме 2005 года Меломанія.
- Белорусский музыкант Лявон Вольский исполнил песню «Я страляў у міліцыянта» в альбоме «Чырвоны штраль» группы «Крамбамбуля», переосмыслив оригинальную композицию на белорусский лад[2].
- Одноименный дэт-метал кавер на эту песню записан немецкой группой We Butter The Bread With Butter на альбоме «Das Monster Aus Dem Shrank» 2008 года.